# Mohamed Tchité
Mohamed "Mémé" Tchité (Bujumbura, 31 januari 1984) is een Burundees-Belgisch voetballer. Tchité heeft ook de Congolese en Rwandese nationaliteit. Tchité speelde in het seizoen 2019/20 voor Star Fléron FC, dat een jaar later opging in fusieclub RCS Verviers.

## Clubcarrière

### Jeugd
Mohamed Tchité is de zoon van een islamitische vader en een christelijke moeder. Hij begon op jonge leeftijd bij Dragon Super Rangers FC, de club waar hij op zijn zestiende debuteerde in het eerste elftal. Na zijn debuut verkaste hij naar Prince Louis Bujumbura, een club uit de hoofdstad van Burundi. In 2002 vertrok Tchité naar het Rwandese Victory Sport Mukura, waar hij werd opgemerkt door het Belgische Standard Luik.

### Eerste keer Standard
In 2003 kwam de aanvaller aan in Luik, waar hij in het begin nauwelijks speelde. In 2004 en 2005 kreeg hij wel een kans. Tchité speelde af en toe mee en scoorde ook enkele doelpunten. Bij het begin van het seizoen 2005/06 startte Tchité in de basis en scoorde hij regelmatig. Standard had in die periode een sterk elftal dat bestond uit o.a. Sérgio Conceição, Philippe Léonard, Eric Deflandre en Vedran Runje. Standard speelde dat seizoen heel sterk maar verloor, mede door de schorsing van aanvoerder Conceição, nipt het kampioenschap. Tchité werd dat seizoen tweede in de topschutterslijst met 16 doelpunten, net achter Tosin Dosunmu.

### Transfer naar RSC Anderlecht
Op 10 juli 2006 leek Tchité naar het Israëlische Beitar Jeruzalem te trekken maar een dag later tekende hij een contract bij RSC Anderlecht. De club was bereid om net zoals de Israëlische club 1,5 miljoen euro te betalen voor de aanvaller.
Bij Anderlecht miste de Burundees zijn debuut niet: in zijn eerste competitiewedstrijd voor Anderlecht was hij goed voor twee doelpunten en twee assists. Tchité vond goed zijn draai in Anderlecht, waar hij in 2001 al eens testte. In Brussel waren ze toen tevreden over de prestaties van de aanvaller, maar omwille van problemen met het visum van Tchité, ging een transfer niet door.
Met RSC Anderlecht veroverde Tchité wel de landstitel. Hij had een belangrijk aandeel in de titel en werd op het einde van het seizoen verkozen tot Profvoetballer van het Jaar. Verder kreeg hij ook de Ebbenhouten Schoen.

### Santander en terugkeer naar Standard
In België was de competitie al van start gegaan, maar toch vertrok Tchité in de zomer van 2007 naar Racing Santander in Spanje, waar hij in drie seizoenen vaak speelde, maar weinig scoorde. In 2010 bood zijn makelaar hem aan bij Anderlecht, maar tot akkoord kwam de club niet. Tchité vond uiteindelijk onderdak bij zijn ex-club Standard. Op 31 augustus 2010, tijdens de laatste uren van de transferperiode, tekende hij een contract voor drie seizoenen met een optie op een extra jaar. Exact één jaar later, op de laatste dag van de transferperiode, drong Club Brugge aan om voor hen te komen spelen. In eerste instantie leek Tchité hierop in te gaan, maar het bestuur van Standard kon hem ervan overtuigen te blijven.

### Club Brugge
Op 21 juni 2012 werd Mohammed Tchité voorgesteld bij Club Brugge. Meme Tchite tekende een contract voor drie seizoenen en werd daarmee de eerste speler die voor zowel Anderlecht, Standard als Club Brugge uitkwam.

### Petrolul Ploiești
Hij zat ruim een half jaar zonder club voor hij eind februari 2015 tot het einde van het seizoen 2014/15 bij het Roemeense Petrolul Ploiești tekende.

### Sint Truiden
Na opnieuw een tijdlang zonder club te zitten tekent Tchité op 19 november 2015 een contract bij Sint-Truiden. Het is voor Tchité na Anderlecht, Club Brugge en Standard zijn vierde passage in de Jupiler Pro League. Twee dagen later maakt hij zijn debuut in een uitwedstrijd tegen Waasland-Beveren. Hij viel in de 70ste minuut in voor Yuji Ono.

## Interlandcarrière
In december 2006 liet Tchité zich tot Belg naturaliseren. Hij had ook al de Congolese (Congo-Kinshasa), Burundese en Rwandese nationaliteit. Op 28 augustus 2008 werd hij voor het eerst opgeroepen voor de Belgische nationale ploeg, maar een paar dagen later werd bekend dat hij nooit voor België kan uitkomen. Tchité verzweeg dat hij alleen speelgerechtigd is voor de Rwandese nationale ploeg. Ook kwam aan het licht dat hij in 2002 al eens voor het nationaal jeugdelftal van Burundi uitkwam. Hij wisselde dus reeds twee keer van nationaliteit en meer dan twee keer wisselen is reglementair niet toegestaan. Hoewel hij speelgerechtigd is voor de Rwandese nationale ploeg heeft hij verklaard nooit voor Rwanda te willen uitkomen. In november 2011 gaf de Belgische bond aan pogingen om Tchité speelgerechtigd te krijgen te staken maar in 2012 probeerden zij opnieuw.

## Carrière
| Seizoen | Club              | Land              | Competitie             | Duels | Doelp. |
| ------- | ----------------- | ----------------- | ---------------------- | ----- | ------ |
| 2002/03 | Standard Luik     | Vlag van België   | Eerste Klasse          | 1     | 0      |
| 2003/04 | Standard Luik     | Vlag van België   | Eerste Klasse          | 2     | 0      |
| 2004/05 | Standard Luik     | Vlag van België   | Eerste Klasse          | 22    | 5      |
| 2005/06 | Standard Luik     | Vlag van België   | Eerste Klasse          | 33    | 16     |
| 2006/07 | RSC Anderlecht    | Vlag van België   | Eerste Klasse          | 29    | 20     |
| 2007/08 | RSC Anderlecht    | Vlag van België   | Eerste Klasse          | 4     | 1      |
| 2007/08 | Racing Santander  | Vlag van Spanje   | Primera División       | 33    | 7      |
| 2008/09 | Racing Santander  | Vlag van Spanje   | Primera División       | 25    | 6      |
| 2009/10 | Racing Santander  | Vlag van Spanje   | Primera División       | 32    | 11     |
| 2010/11 | Standard Luik     | Vlag van België   | Eerste Klasse          | 27    | 11     |
| 2011/12 | Standard Luik     | Vlag van België   | Eerste Klasse          | 25    | 11     |
| 2012/13 | Club Brugge       | Vlag van België   | Eerste Klasse          | 21    | 5      |
| 2013/14 | Club Brugge       | Vlag van België   | Eerste Klasse          | 4     | 0      |
| 2015    | Petrolul Ploiești | Vlag van Roemenië | Liga 1                 | 11    | 0      |
| 2015/16 | Sint-Truidense VV | Vlag van België   | Eerste Klasse          | 17    | 1      |
| 2016/17 | White Star        | Vlag van België   | Eerste klasse amateurs | 11    | 2      |
| 2018/19 | RRC Hamoir        | Vlag van België   | Tweede afdeling        | 13    | 4      |
| 2019/20 | Star Fléron FC    | Vlag van België   | Tweede Prov. Luik      | 0     | 0      |
| 2020/21 | RCS Verviers      | Vlag van België   | Tweede Prov. Luik      | 0     | 0      |
| Totaal: | Totaal:           | Totaal:           | Totaal:                | 310   | 100    |

Bijgewerkt op 7 mei 2014.

## Palmares
| Competitie       |                |                |                |                |
| Competitie       | Aantal         | Jaren          |                |                |
| RSC Anderlecht   | RSC Anderlecht | RSC Anderlecht | RSC Anderlecht | RSC Anderlecht |
| ---------------- | -------------- | -------------- | -------------- | -------------- |
| Kampioen België  | 1x             | 2006/07        |                |                |
| Standard Luik    |                |                |                |                |
| Beker van België | 1x             | 2010/11        |                |                |

## Trivia
- Hoewel zijn naam soms als Mémé of Mèmè gespeld wordt, geeft Tchité zelf aan dat het Meme, zonder accenten, moet zijn.[5]
- Meme Tchite was de eerste speler, en voorlopig de enige, die bij alle drie de grote clubs in België (Standard Luik, RSC Anderlecht en Club Brugge) heeft gespeeld.